# Реконструкция (фильм, 2003)
«Реконструкция» (дат. Reconstruction) — независимый фильм 2003 года режиссёра Кристофера Боэ в жанре психологической драмы. Лауреат премии «Золотая камера» Каннского кинофестиваля за лучший полнометражный дебют. Фильм был выдвинут от Дании на премию «Оскар» за лучший фильм на иностранном языке, но не попал в шорт-лист.

## Сюжет
В основе сюжета «Реконструкции» лежит любовный квадрат: Алекс (задумчивый фотограф брутального вида), Симона (его простоватая девушка), Август (пожилой писатель) и Аме (его жена). Август и Аме приезжают в Копенгаген, где Август должен прочитать несколько лекций. Его отношения с Аме крайне напряжены — сказываются продолжительный брак и их непростые характеры. Одним осенним вечером Алекс встречает Аме в баре, подходит, предлагает выпить, они знакомятся, о чём-то говорят. Или так: Алекс, поужинав с Симоной, вдруг замечает Аме, прощается с Симоной, бежит следом за Аме…

## В ролях
| Актёр              | Роль         |
| ------------------ | ------------ |
| Николай Ли Кос     | Алекс Давид  |
| Мария Бонневи      | Симона / Аме |
| Кристер Хенрикссон | Август Хольм |
| Николас Бро        | Лео Санд     |
| Хелле Фагралид     | Нан Санд     |
| Петер Стеен        | Мел Давид    |
| Малене Шварц       | Фрау Банум   |
| Ида Двингер        | Моника       |